# 喻宜萱
喻宜萱（1909年9月6日—2008年1月8日），江西萍乡人，中國女高音歌唱家、早期声乐教育家和理论家、中央音樂學院教授，也曾擔任中央音乐学院副院长，連任第二届至第六届全国政协委员。她曾主編《中国大百科全书》音乐卷，黎信昌和李双江等歌唱家是她的學生。

## 生平
1909年9月喻宜萱出生于江西萍鄉縣清溪乡（今属上栗县）的一個官宦之家，祖父喻兆藩曾任清朝浙江布政使；其父喻相平亦曾中举，但後來前往日本早稻田大学讀書。喻宜萱自小学開始對音樂產生興趣。1927年秋，她隨家人移居上海，最開始想考理工科，但其父鼓勵她學習音樂，因而入讀上海美术专科学校图音系學習钢琴。當時的上海美术专科学校图音系主科老师認爲喻宜萱的声音很適合演唱，所以單獨為她開設声乐课，也數次讓她校内的音樂會上演出。1929年夏，她考入国立音乐院（今上海音樂學院），主修声乐。
九一八事变之後演唱黄自的《抗敌歌》、《旗正飘飘》等支持抗戰。1933年自国立音乐院毕业，是該校第一屆畢業生，后与农业学者管泽良结婚，此后一度按冠夫姓的习惯被外界称为“管喻宜萱”（Louise Kwan）。之後她在南京中央大学音乐系擔任助教，1935年又前往康奈尔大学攻读声乐课程，此外還曾选修教育学、心理学和包括德、法、英、意大利等諸國語言。實際上，中華人民共和國成立後，她還曾學習俄語以便演唱外國歌曲。
在康奈尔大学讀書時，喻宜萱就曾在纽约、费城、旧金山等17个城市舉辦個人音乐会，此外還在纽约美国国家广播公司的青年歌唱家廣播音樂會上演出。中国抗日战争爆发后，她在美国各地发表演说以宣传抗日。1939年畢業之後歸國，任教於迁至成都的金陵女子大学音乐系，1941年夏到成立不久的湖北省立教育学院（後稱国立湖北师范学院）任音乐系主任、教授，與國内樂界名家江定仙、夏之秋、杨大钧、巫一舟及郑沙梅等合作。
抗战胜利之後喻宜萱辞去教职，在國内各地演出，並支持学生运动。1946年在南京市介寿堂演出時，選取了赵元任谱曲的民谣《老天爷》諷刺時政而觸怒一些在場的国民革命军軍官，最終由同樣到場的张治中解围。1948年秋由联合国教科文组织委派到歐洲和美國考察音樂教育，在伦敦、巴黎演唱了《康定情歌》和《在那遥远的地方》等中國歌曲，最後借道英屬香港回國。
1949年10月喻宜萱抵达北京，11月初在怀仁堂舉辦回國之後的首演，受到周恩来的接待。不久後擔任中央音乐学院教授兼声乐系主任，1950年至1984年間擔任副院长。1953年末她和周小燕等到朝鲜演出，還多次參加布拉格之春音樂節，為莫斯科第六届青年联欢节声乐比赛和柏林国际舒曼音乐比赛擔任评委。1960年她成爲全国文联委员。
文革中，喻宜萱遭到批斗；文革之後，繼續音樂教育，主編《中国大百科全书》音乐卷。2003年1月17日，因喻宜萱推动了《康定情歌》的广泛传唱，康定县委、县政府授予喻宜萱“康定县荣誉市民”称号。
2008年1月8日下午4时35分，喻宜萱于北京去世。

## 外部連接
- 王如意，汤雪耕与喻宜萱的声乐思想及其启示，《人民音乐》2015年6期